# 古契三娼
『古契三娼』（こけいさんしょう）は、江戸時代中期の文学作品。山東京伝の洒落本の代表的な作品。1冊。発刊は1787年（天明7年）。京伝26歳の作品。
挿絵は山東京伝（北尾政演）自作。版元は鶴屋喜右衛門・蔦屋重三郎。
タイトルは、画題として有名な虎渓三笑のもじり。